# Kościół Najświętszego Serca Pana Jezusa w Jaświłach
Kościół pw. Najświętszego Serca Pana Jezusa w Jaświłach – rzymskokatolicki kościół parafialny należący do dekanatu Knyszyn, archidiecezji białostockiej.

## Historia

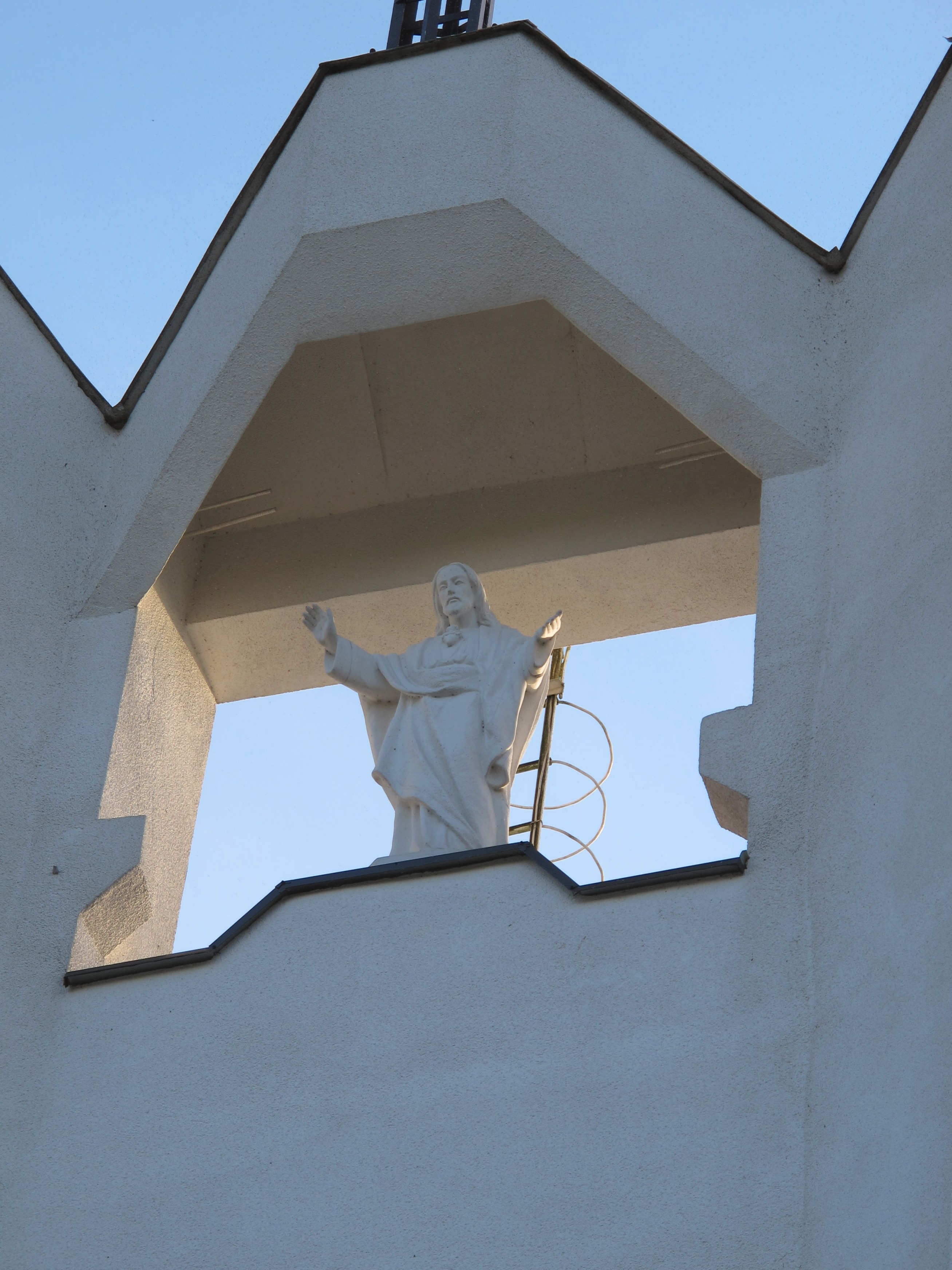
Figura Chrystusa w zwieńczeniu fasady kościoła

Zgoda władz państwowych na budowę świątyni została uzyskana w 1985 roku. Proboszczem parafii był wówczas ksiądz Władysław Kuligowski. Kościół został zaprojektowany przez inżyniera architekta Andrzeja Chwaliboga. Prace budowlane trwały w latach 1986-1988 i uwzględniono w nich zmiany w projekcie, wskazane przez inwestora. Nowa świątynia została poświęcona w dniu 13 listopada 1988 roku przez biskupa Edwarda Kisiela. W następnych latach wewnątrz kościoła były prowadzone prace wykończeniowe m.in. zostało powiększone prezbiterium, został wykonany nowy ołtarz i freski.